# ام‌ان‌رس
ام‌ان‌رَس (به انگلیسی: Monthly Notices of the Royal Astronomical Society) (به فارسی: اطلاعیه‌های ماهانه انجمن پادشاهی اخترشناسی) (اختصاری MNRAS) یک ژورنال علمی تحت داوری همتا است که پژوهشهای انجام شده در زمینه اخترشناسی و اخترفیزیک را پوشش می‌دهد. این ژورنال از سال ۱۸۲۷ به‌طور پیوسته، نامه‌ها و مقالات مربوط به گزارش پژوهش‌های دست اول در زمینه‌های مرتبط منتشر نموده‌است. برخلاف نام آن این ژورنال دیگر به صورت ماهیانه منتشر نمی‌شود و شامل یادداشت‌های انجمن پادشاهی اخترشناسی نیز نیست.

## تاریخچه
نخستین شماره MNRAS در ۹ فوریه ۱۸۲۷ میلادی با عنوان اطلاعیه‌های ماهانه انجمن پادشاهی اخترشناسی لندن منتشر شد و از آن زمان تا کنون انتشار آن پیوسته ادامه‌داشته‌است. در دومین شماره آن، پس از آنکه انجمن پادشاهی اخترشناسی لندن به انجمن پادشاهی اخترشناسی تغییر نمود، نام نشریه نیز به نام کنونی آن تغییر کرد (اطلاعیه‌های ماهانه انجمن پادشاهی اخترشناسی). تا سال ۱۹۶۰ این ژورنال شامل اطلاعیه‌های ماهانه انجمن پادشاهی اخترشناسی بود و در این سال این اطلاعیه‌ها به فصلنامه انجمن پادشاهی اخترشناسی(۱۹۶۰–۱۹۹۶) و سپس به جانشین آن یعنی ژورنال اخترشناسی و ژئوفیزیک (از سال ۱۹۹۷) منتقل شد. تا سال ۱۹۶۵، MNRAS توسط خود انجمن چاپ می‌شد؛ از ۱۹۶۵–۲۰۱۲، از طرف انجمن پادشاهی، توسط انتشارات بلک‌ول (که بعدها بخشی از وایلی-بلک‌ول شد) به چاپ می‌رسید. از سال ۲۰۱۳، MNRAS توسط انتشارات دانشگاه آکسفورد منتشر می‌شود.
این ژورنال دیگر ماهیانه نیست و ۳۶ شماره، طی ۹ دوره در سال منتشر می‌کند.

## محتوا
MNRAS مقالاتی را به انتشار می‌رساند که مورد داوری همتا قرار می‌گیرند و در مورد پژوهشهای دست اول در زمینه اخترشناسی و اخترفیزیک هستند. دو نوع مقاله توسط MNRAS به چاپ می‌رسند: مقالات که می‌توانند شامل هر تعداد کلمه باشند و نامه‌ها که سریعتر چاپ می‌شوند و محدود به ۵ صفحه هستند. کنترل سردبیری آن توسط انجمن پادشاهی اخترشناسی انجام می‌شود و از ژوئیه ۲۰۱۲ سردبیری آن به عهده دیوید فاولر (دانشگاه دورهام) است.